# Berezyński Rezerwat Biosfery
Berezyński Rezerwat Biosfery (biał. Бярэзінскі біясферны запаведнік; ros. Березинский биосферный заповедник) – rezerwat przyrody położony na Białorusi, chroniący kompleks leśno-bagienny. W 1978 r. uznany za rezerwat biosfery UNESCO (MAB). Ma status ostoi ptaków IBA (od 2005). Znajduje się na liście konwencji ramsarskiej obszarów podmokłych o znaczeniu międzynarodowym (od 2010 r.). Nazywany jest perłą Pojezierza Białoruskiego. Cechą rezerwatu jest sąsiedztwo czterech rodzajów ekosystemów jednocześnie: gęstych lasów, rzek, łąk i bagien. Te ostatnie zajmują ponad 60% jego terytorium. Jest to jednocześnie jedyne w Europie miejsce, gdzie żyje wielka piątka europejskich dużych ssaków: żubr, niedźwiedź, łoś, wilk i ryś.
Siedziba władz rezerwatu mieści się we wsi Domżarycy w rejonie lepelskim obwodu witebskiego.

## Położenie i terytorium
Rezerwat położony jest na Białorusi w obwodach witebskim (w rejonach lepelskim i dokszyckim) oraz mińskim (rejon borysowski). Obejmuje duże, niezamieszkane obszary leśno-bagienne.

## Biotopy i hydrologia
Pod względem botanicznym i geograficznym rezerwat wchodzi w skład podtajgi lasów liściastych (dębowo-ciemnoigłowych) strefy tajgi eurazjatyckiej (tajga ciemna).
Lasy zajmują ponad 89,1% jego powierzchni. Około 61% terytorium zajmują bagna, tereny podmokłe i bardzo wilgotne. Zachowały się tu unikalne dla kontynentu europejskiego bagna, których łączna powierzchnia przekracza 50 tys. hektarów. Największym z nich jest kompleks torfowisk Bagno Domżaryckie o łącznej powierzchni około 11 tysięcy hektarów.
Sieć hydrograficzna rezerwatu jest wysoko rozwinięta o średniej gęstości 0,41 km/km². Składa się nań 69 cieków (o stałym i okresowym przepływie), których łączna długość wynosi 280 km, przy czym długość większości cieków (80%) nie przekracza 5 km. Główny obszar rezerwatu (ponad 95%) należy do dorzecza Berezyny, jednego z największych dopływów Dniepru, a jedynie około 5% do dorzecza Dźwiny (źródła Uszy i Kesty).
Największą rzeką rezerwatu jest Berezyna, która przecina jego zachodnie obrzeża w kierunku południkowym na długości prawie 100 km. Średnie nachylenie rzeki wynosi 0,11‰ wahając się w granicach 0,05-0,47‰, co wraz z szerokim rozmieszczeniem luźnych osadów aluwialnych przyczynia się do rozwoju erozji bocznej (meandrowej) oraz powstawania starorzeczy. Parametry morfometryczne dopływów Berezyny płynących w obrębie rezerwatu są pod wieloma względami podobne: duże wododziały, płytkie głębokości (0,3-1,0 m) i niewielkie spadki (0,2-0,8‰). Wiele cieków jest zamulonych, okresowo wysychających, poprzecinanych tamami wzniesionymi przez bobry. Pewnym (choć niewielkim) wyjątkiem jest największy lewy dopływ Berezyny, rzeka Sergucz, która przecina środkową część rezerwatu w kierunku południowo-zachodnim, płynąc przezeń przez 35 km. Jej głębokość miejscami wynosi ponad 2 m, ale spadek jest bardzo mały (0,21‰), a dno mocno zamulone.
Sieć hydrograficzną uzupełnia 7 jezior o łącznej powierzchni 1645 hektarów. Największe z nich, Palik (725 ha, największa głębokość – 2,1 m), stanowi naturalne przedłużenie koryta rzecznego Berezyny. Jeziora Olszyca (282 ha), Pławno (314 ha) i Manec (111 ha), ciągnące się łańcuchem o długości około 11 km z północy na południe, są połączone szerokimi kanałami utworzonymi przez przepływającą przez nie rzekę Sergucz. Rzeka Sergucz ponadto jest połączona krótkim kanałem z jeziorem Domżaryckim (191 hektarów), położonym na północno-zachodnich obrzeżach Bagna Domżaryckiego, największego na terenie rezerwatu. Osobliwe są najmniejsze jeziora – Moskowica (16 ha) i Postrzeskie (6 ha). Basen pierwszego jeziora wypełniony jest po brzegi sapropelem, natomiast drugie – położone w centrum masywu wysokich torfowisk o tej samej nazwie – jest jedynym bezodpływowym jeziorem na tym terenie. Wszystkie jeziora są płytkie (1,5 – 3 m), mocno zarośnięte. Dna są płaskie, pokryte sapropelem o grubości do 7 m.

## Historia
Organizacja rezerwatu była podyktowana wyjątkowo złym stanem zasobów naturalnych Białorusi. W wyniku prowadzonych przez wiele lat intensywnych działań wojennych (1914-1921) na rozległych obszarach wytrzebiono lasy, a liczebność wielu gatunków dzikich zwierząt gwałtownie spadła. Na terenie ówczesnej Białorusi łoś, jeleń, sarna, dzik, niedźwiedź, wydra, kuna stanęły na skraju wyginięcia, podczas gdy głuszec, cietrzew i kilka innych gatunków stały się rzadkością. Odkrycie przez Anatolija Władimirowicza Fiediuszyna (zoolog, 1891–1972) w górnym biegu Berezyny kolonii bobra (którego uważano za całkowicie wytępionego na terytorium republiki) przesądziło o szybkim ogłoszeniu tego terytorium obszarem chronionym.
30 stycznia 1925 r. uchwałą Rady Komisarzy Ludowych Białoruskiej Socjalistycznej Republiki Radzieckiej utworzono pierwszy państwowy rezerwat łowiecki w BSRR, którego celem była ochrona i hodowla cennych dzikich zwierząt i ptactwa łownego, zwłaszcza bobrów rzecznych. Dekret ten zabraniał „... wykonywania jakichkolwiek polowań i o każdej porze roku, z wyjątkiem przypadków specjalnego zezwolenia Ludowego Komisariatu Rolnictwa do celów naukowych”. Wstrzymano również wycinkę lasu, z wyjątkiem przypadków konieczności usunięcia martwych drzew. Pierwotny obszar rezerwatu wynosił 43345 akrów (około 60 tysięcy hektarów). Wzdłuż istniejących dróg ustanowiono granice zewnętrzne. Pierwszym „zarządcą rezerwatu” został mianowany zastępca regionalnego inspektora lasów obwodu borysowskiego, inżynier-leśniczy G.L. Neverowicz.

## Fauna i flora
Różnorodność ekosystemów lądowych i wodnych rezerwatu oraz dobry stan ich zachowania decydują o jego wielkiej wartości. Stwierdzono tu występowanie ponad dwóch tysięcy roślin, w tym 806 gatunków roślin naczyniowych. W rezerwacie żyje ponad 3,6 tysiąca gatunków bezkręgowców i 336 gatunków kręgowców.
133 gatunki występujących w rezerwacie zwierząt jest wpisanych do Czerwonej księgi Białorusi, w tym: 41 gatunków bezkręgowców, 1 gatunek ryb, 2 gatunki płazów, 1 gatunek gadów, 58 gatunków ptaków i 10 gatunków ssaków. Do czerwonej księgi zostało również wpisanych 80 gatunków występujących tutaj roślin: 11 gatunków mchów i wątrobowców, 4 gatunki glonów, 65 gatunków roślin telomowych oraz 26 gatunków grzybów (w tym 15 gatunków porostów). 
Rezerwat jest ważnym siedliskiem ptaków, dla niektórych gatunków będący siedliskiem lęgowym.